# Otlja
Otlja (albanska: Odë, makedonska: Отља) är en ort i Nordmakedonien. Den ligger i kommunen Lipkovo, i den norra delen av landet, 21 km nordost om huvudstaden Skopje. Otlja ligger 473 meter över havet och antalet invånare är 2 326.